# Неманица (платформа)
Немани́ца (бел. Неманіца) — железнодорожный остановочный пункт Минского отделения Белорусской железной дороги на линии Минск — Орша. Расположен в деревне Стайки и в двух километрах от агрогородка Неманица Борисовского района Минской области, между остановочным пунктом Березина и станцией пунктом Новосады на перегоне Борисов — Новосады.

## История
Остановочный пункт был построен и введён в эксплуатацию в 1960-е годы на железнодорожной магистрали Москва — Минск — Брест. В 1981 году остановочный пункт был электрифицирован переменным током (~25 кВ) в составе участка Борисов — Орша-Центральная.

## Инфраструктура
Через остановочный пункт проходят два магистральных пути. Станция представляет собою две боковые платформы прямой формы, имеющие длину по 215 метров каждая. Пересечение железнодорожных путей осуществляется по единичному наземному пешеходному переходу в центральной части платформ, оснащённый предупреждающими плакатами. Пассажирский павильон расположен на платформе в направлении Минска, билетные кассы на остановочном пункте отсутствуют.

## Пассажирское сообщение
На остановочном пункте ежедневно останавливаются электропоезда региональных линий эконом-класса (пригородные электрички), следующие до станций Орша-Центральная (6 пар поездов) и 2 пары поездов станции Крупки, а также нерегулярные рейсы до Славного. Время следования до Орши составляет в среднем 2 часа 9 минут, до Борисова — 9 минут, до станции Минск-Пассажирский — 1 час 45 минут.